# أبو الفرج بن هندو
هو أبو الفرج علي بن الحسين بن هندو، طبيب وفيلسوف وأديب ذائع الصيت في عصره، ولد في قم في بلاد فارس/إيران سنة 331هـ، ولهذا تشير إليه بعض المصادر بالقمّي نسبةً إلى مدينة قم، ارتحل عن قم إلى مدينة الري وقضى فيها قرابة الثلاثة عشرة عاماً، ثم ارتحل إلى بغداد طلباً للعلم؛ فنسبته بعض المصادر إليها، وهناك التقى أبي الحسن علي بن سوار المعروف بـ ابن الخمار حيث تتلمذ عليه فترةً قبل أن يغادر بغداد متوجّهاً إلى نيسابور سنة 380هـ ملتحقا بخدمة الأمير شمس المعالي قابوس بن وشمكيرتـ 403هـ/1012م الذي كان أميراً على جرجان وبلاد الجبل وطبرستان حيث التقي في بلاطه بالعالم المشهور أبي الريحان البيروني تـ 440 هـ/1048.

## صفاته
يوصف ابن هندو بأنه كان نحيف الجسم حريصا على أناقة مظهره، وكان صاحب خط جميل وبلاغة في الكتابة تدعمها ثقافة لغوية وأدبية وفلسفية وطبية. كما كان ذا همة عالية، طموحا للمعالي وصاحب إرادة قوية.

## مؤلفاته ونطاق إبداعه
تتركز مؤلفات ابن هندو في ثلاث مجالات هي الطب والفلسفة والأدب.ففي مجال الطب يعد كتاب مفتاح الطب أشهر مؤلفاته، وقد نشر في طهران عام 1989، بتحقيق مهدي محقق. وقد أشار ابن أبي أصيبعة إلى مكانة ابن هندو في علوم الطب فقال في كتابه عيون الأنباء في طبقات الأطباء ما نصّه:
«هو الأستاذ السيد الفاضل أبو الفرج علي بن الحسين ابن هندو من الأكابر المتميزين في العلوم الحكمية والأمور الطبية والتصانيف المشهورة»
أما في مجال الفلسفة فقد ألف ابن هندو عددا من المقالات التي كان أشهرها مقالته المسماة«مقالة في وصف المعاد الفلسفي» التي تأثر بها واقتبس عنها مسكويه.أما عن مكانة ابن هندو الأدبية، فقد تميز شعر ابن هندو برقة الألفاظ وجمال الصور المبتدعة. وقد تناول في شعره موضوعات جدية وهزلية، بعضها في الغزل وبعضها الآخر في الوصف أو الهجاء أو المديح. وقد وصف الثعالبي في تتمة اليتيمة، الجزء الأول صفحة 135، ابن هندو بقوله بأنه: «الأستاذ فرد الدهر في الشعر، وأوحد أهل الفضل في صيد المعاني الشوارد مع تهذيب الألفاظ البليغة، وتقريب الأغراض البعيدة». وقد وصفه الباخرزي[ ؟ ] في كتابه دمية القصر بأنه أمير النظم والنثر.

## وفاته
توفي ابن هندو في مدينة جرجان سنة 420هـ يعد أن ترك أثراُ هاماً في عصره في مختلف العلوم.